# William Cowper

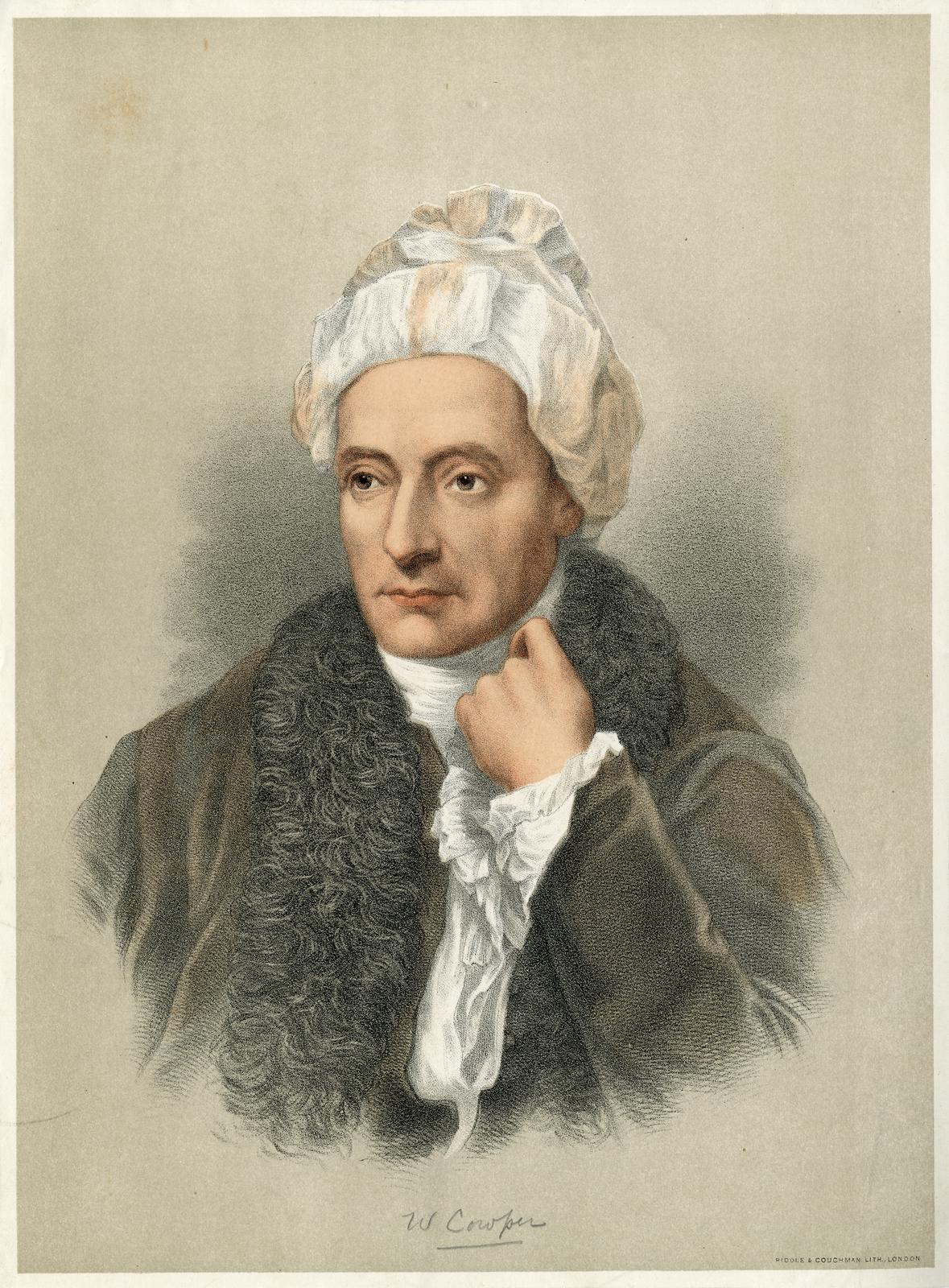
William Cowper

William Cowper (Great Berhkamstead, 26 de noviembre de 1731 – East Dereham, 25 de abril de 1800)

fue un poeta británico, creador de himnos. Uno de los poetas más populares de su época, Cowper cambió el curso de la poesía natural del siglo XVIII escribiendo sobre la vida cotidiana y escenas del campo inglés.

## Vida
Sufrió períodos de severa depresión, y aunque encontró refugio en un ferviente Cristianismo evangélico, la fuente de sus muchos himnos, a menudo experimentó dudas y temores de que estaba destinado a la condena eterna. 
Sin embargo, sus motivaciones religiosas y asociación con John Newton (quien escribió el himno "Amazing Grace") le llevaron a crear la poesía por la que es hoy en día más recordado: los himnos religiosos.
Comenzó a escribir poemas a los cuarenta años.

## Obras

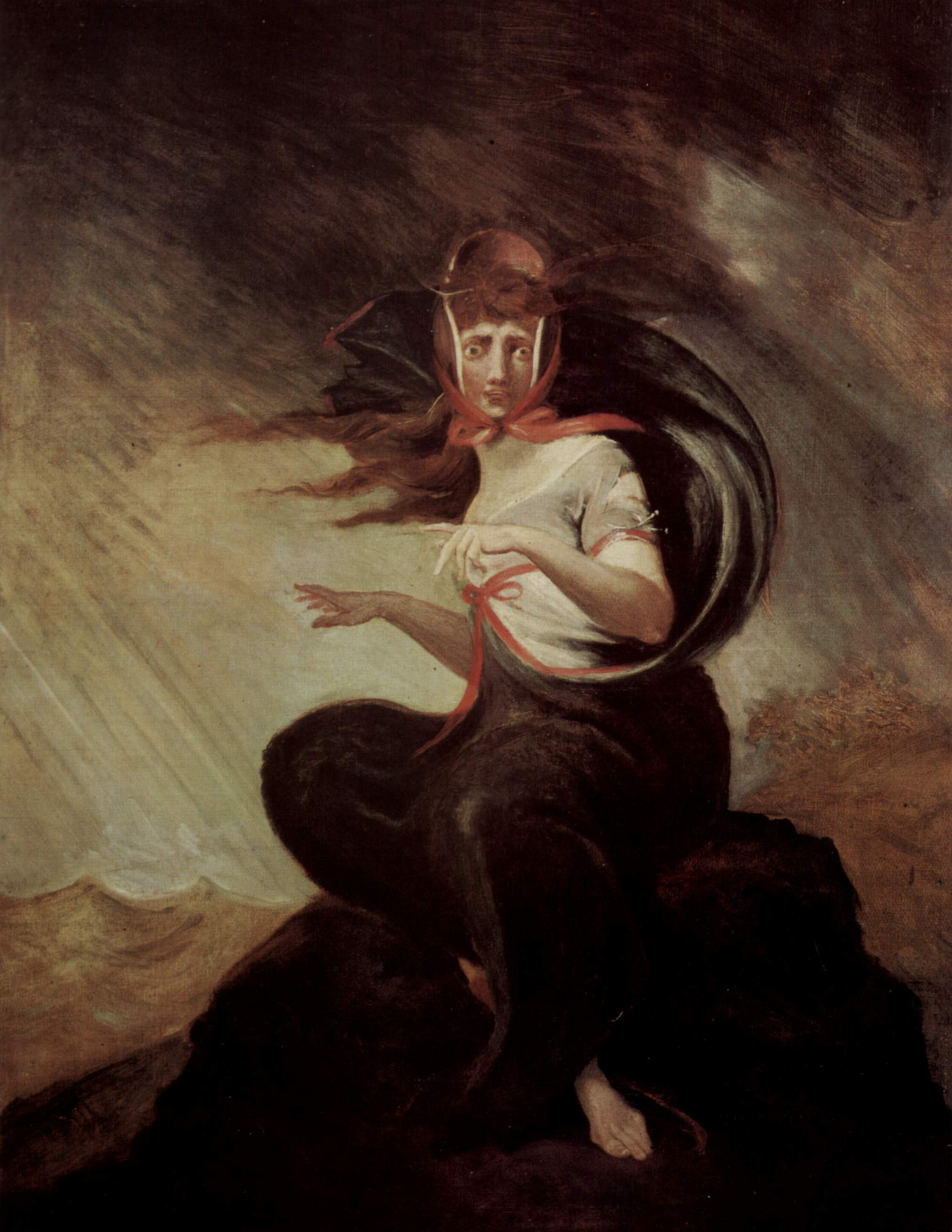
Crazy Kate, ilustración del poema La tarea por Henry Fuseli (1806-1807).

- Himnos de Olney (Olney Hymns), 1779, en colaboración con John Newton
- John Gilpin, 1782
- Largo poema descriptivo La tarea (The Task, 1785. Es su producción más destacada.
- Traducción en verso blanco de la Ilíada y la Odisea, 1791.

Además, escribió poesía de carácter social y filosófico. La pureza lírica de su poesía se halla dominada por las preocupaciones político sociales de la época. Los puritanos le llamaban "el David de la poesía inglesa" [cita requerida].
Robert Southey compuso una bella edición de sus obras, junto a su biografía, en 1854.

### Obras de Cowper
- Obras poéticas completas de William Cowper en la "Christian Classics Ethereal Library"
- Himnos de William Cowper
- Edición electrónica libre de {{{título}}} en el Proyecto Gutenberg
- Poemas selectos en The Poet's Corner
- Poesía seleccionada de Cowper en la Universidad de Toronto
- Texto electrónico de la traducción de la "Odisea" efectuada por Cowper en bibliomania.com.

## Obras sobre Cowper
- Detallado relato de la vida de William Cowpers en la Enciclopedia Británica de 1911
- Edición electrónica libre de {{{título}}} en el Proyecto Gutenberg